# Dezső Gyarmati
Dezső Gyarmati (ur. 23 października 1927 w Miszkolcu, zm. 18 sierpnia 2013 w Budapeszcie) – węgierski piłkarz wodny i trener. Wielokrotny medalista olimpijski.
Jest uważany za jednego z najlepszych waterpolistów w dziejach tej dyscypliny sportu. Na igrzyskach startował pięć razy (1948–1964) i za każdym razem z drużyną waterpolistów sięgał po medale, w tym po trzy złote. Dwukrotnie był mistrzem Europy (1954 i 1962). W 1976 został przyjęty do International Swimming Hall of Fame.
Jako trener kadry prowadził Węgry na igrzyskach w Monachium (srebro), Montrealu (złoto) i Moskwie (brąz). Jego pierwszą żoną była mistrzyni olimpijska Éva Székely. Ich córka Andrea Gyarmati także stawała na podium igrzysk olimpijskich.